# Zeitungsjungen-Modell
Das Zeitungsjungen-Modell ist ein mathematisches Modell im Bereich des Produktionsmanagements und der angewandten Wirtschaftswissenschaft, welches verwendet wird, um optimale Bestandsmengen zu ermitteln. Es wird typischerweise bei fixen Preisen und ungewisser Nachfrage nach einem verderblichen Produkt verwendet. Setzt man die Bestandsmenge auf {\displaystyle q}, dann ist jede nachgefragte Einheit, die über der Bestandsmenge liegt, eine Einheit, die an Verkäufen verloren geht. Das Modell trägt den Namen „Zeitungsjungen-Modell“ oder „Zeitungsjungen-Problem“, da es an die Situation eines Zeitungsjungen erinnert, der sich entscheiden muss, wie viele Zeitungen er ankauft, angesichts einer schwankenden Nachfrage und der Gewissheit, dass nicht verkaufte Exemplare am Ende des Tages nichts mehr wert sind.

## Geschichte
Das mathematische Problem scheint 1888 das erste Mal aufgetaucht zu sein. In diesem Jahr benutzte Edgeworth den zentralen Grenzwertsatz, um den optimalen Zahlungsmittelbestand zu ermitteln, der benötigt wird, um unregelmäßige Abhebungen von Sparern zu befriedigen. Die moderne Ausformulierung entstand in einer Arbeit aus dem Jahr 1951 von Kenneth Arrow, T. Harris, und Jacob Marschak in der Zeitschrift Econometrica.

## Gewinnfunktion
Die klassische Zeitungsjungen Gewinnfunktion ist
{\displaystyle \pi =p\cdot E\left[\min(q,D)\right]-cq}
{\displaystyle D}, eine Zufallsvariable mit Wahrscheinlichkeitsverteilung {\displaystyle F}, stellt die Nachfrage dar. Jede Einheit wird zum Preis {\displaystyle p} verkauft und zum Preis {\displaystyle c} angekauft. {\displaystyle q} ist die Bestandsmenge, und {\displaystyle E} ist der Erwartungswertoperator. Die Lösung für die optimale Bestandsmenge des Zeitungsjungen, welche den erwarteten Gewinn maximiert ist:
Formel des kritischen Fraktils
{\displaystyle q=F^{-1}\left({\frac {p-c}{p}}\right)}
In dieser stellt {\displaystyle F^{-1}} die Umkehrfunktion der kumulierten Verteilungsfunktion von {\displaystyle D} dar.
Dieses Verhältnis, welches auch kritisches Fraktil genannt wird, setzt die Kosten dafür, zu wenig Bestand zu haben (Verkaufsausfälle von {\displaystyle (p-c)}), ins Verhältnis zu den Gesamtkosten, entweder zu wenig oder zu viel Bestand zu haben (hier sind die Kosten des Überbestands die Bestandskosten oder {\displaystyle c}, sodass die Gesamtkosten {\displaystyle p} sind).
Die Formel für das kritische Fraktil ist auch als Regel von Littlewood im Ertragsmanagement bekannt.

## Zahlenbeispiele

### Gleichverteilung
Man nehme an, dass der Verkaufspreis bei {\displaystyle p=7} [€/Einheit] liegt und der Ankaufspreis bei {\displaystyle c=5} [€/Einheit]. Weiterhin soll die Nachfrage einer Gleichverteilung zwischen der Mindestnachfrage {\displaystyle D_{\min }=50} und der maximalen Nachfrage {\displaystyle D_{\max }=80} folgen.
{\displaystyle q_{\text{opt}}=F^{-1}\left({\frac {7-5}{7}}\right)=F^{-1}\left(0.285\right)=D_{\min }+(D_{\max }-D_{\min })\cdot 0{,}285=58{,}55\approx 59}.
Damit wäre die optimale Bestandsmenge 59 Einheiten.

### Normalverteilung
Nehmen wir an, dass der Verkaufspreis bei {\displaystyle p=7} [€/Einheit] und der Ankaufspreis bei {\displaystyle c=5} [€/Einheit] liegt. Weiterhin sei die Nachfrage {\displaystyle D} normalverteilt mit einem Mittelwert {\displaystyle \mu } von 50 und einer Standardabweichung {\displaystyle \sigma } von 20. Dann ist
{\displaystyle q_{\text{opt}}=F^{-1}\left({\frac {7-5}{7}}\right)=\mu +\sigma Z^{-1}\left(0{,}285\right)=50+20\cdot (-0{,}56595)=38{,}68\approx 39}.
Die optimale Bestandsmenge liegt also bei 39 Einheiten.

### Logarithmische Normalverteilung
Man nehme an, dass der Verkaufspreis bei {\displaystyle p=7} [€/Einheit] und der Ankaufspreis bei {\displaystyle c=5} [€/Einheit] liegt. Nun sei die Nachfrage {\displaystyle D} logarithmisch normalverteilt mit einem Mittelwert {\displaystyle \mu } von 50 und einer Standardabweichung {\displaystyle \sigma } von 0,2.
{\displaystyle q_{\text{opt}}=F^{-1}\left({\frac {7-5}{7}}\right)=\mu e^{Z^{-1}\left(0{,}285\right)\sigma }=50e^{\left(0{,}2\cdot (-0{,}56595)\right)}=44{,}64\approx 45}.
Die optimale Bestandsmenge liegt also bei 45 Einheiten.

### Extremfall
Wenn der Verkaufspreis {\displaystyle p<c}, also der Verkaufspreis unter dem Ankaufspreis liegt, wird der Zähler negativ, also ist es nicht sinnvoll, irgendwelche Einheiten im Bestand zu behalten, das heißt {\displaystyle q_{\text{opt}}=0}.

## Kostenorientierte Optimierung der Bestandsmenge
Nehmen wir an der 'Zeitungsjunge' sei eine kleine Firma, die Güter auf einem unsicheren Markt produzieren möchte. In dieser allgemeinen Situation kann die Funktion des Zeitungsjungen (der Firma) in der folgenden Art und Weise formuliert werden:
{\displaystyle K(q)=c_{f}+c_{v}(q-x)+pE\left[\max(D-q,0)\right]+hE\left[\max(q-D,0)\right]}
die Parameter stellen das Folgende dar:
- {\displaystyle c_{f}} – die fixen Kosten. Die Kosten die immer anfallen, wenn irgendeine Serie produziert wird. [€/Produktion]
- {\displaystyle c_{v}} – variable Kosten. Die Kosten die nur für die Produktion eines Produktes anfallen. [€/Produkt]
- {\displaystyle q} – die Produktmenge im Bestand nach erfolgter Produktion. Dies ist die Summe aus dem anfänglichen Lagerbestand und der zusätzlich produzierten Menge.
- {\displaystyle x} – Lagerbestandsmenge. Wir gehen davon aus, dass der Produzent die Menge {\displaystyle x} an Produkten am Anfang der Periode besitzt.
- {\displaystyle p} – Strafzahlung (oder Kosten des Rückrufs). Wenn zu wenig Material im Bestand ist, um die Nachfrage zu befriedigen, stellt {\displaystyle p} die Strafzahlung für die unbefriedigten Aufträge dar. [€/Produkt]
- {\displaystyle E} – Erwartungswertoperator.
- {\displaystyle D} – Die Nachfrage des Endkunden, als Zufallsvariable modelliert. [Einheit]
- {\displaystyle h} – Bestandhaltungs- und Lagerkosten [€/Produkt]

Wenn man auf Basis der Kosten arbeitet, dann ist die Suche nach der optimalen Bestandmenge ein Minimierungsproblem. Also kann auf lange Sicht die Menge des Kosten- optimale Endprodukts auf folgende Weise berechnet werden:
{\displaystyle q_{\text{opt}}=F^{-1}\left({\frac {p-c_{v}}{p+h}}\right)}

## Weiterführende Literatur
- Ayhan, Hayriye, Dai, Jim, Foley, R. D., Wu, Joe, 2004: Newsvendor Notes, ISyE 3232 Stochastic Manufacturing & Service Systems. online